# Brevoortia gunteri
Brevoortia gunteri is een straalvinnige vissensoort uit de familie van haringen (Clupeidae). De wetenschappelijke naam van de soort is voor het eerst geldig gepubliceerd in 1948 door Hildebrand.